# Parc Charles-III
Le parc Charles III est un jardin public de Nancy, situé au sein de la Ville-neuve.

## Situation et accès
Le parc est situé dans le quartier administratif Charles III - Centre-Ville. Le parc comporte six entrées :
- au no 109 de la rue Charles-III
- au no 22 de la rue des Jardiniers
- au no 32 de la rue des Jardiniers
- au no 29 de la rue Drouin
- au no 60 de la rue des Fabriques
- au no 53 de la rue des Tiercelins

Horaires d'ouverture
- 1er octobre au 31 mars : 8 h - 18 h
- 1er avril au 31 mai : 8 h - 20 h
- 1er juin au 31 août : 8 h - 21 h
- 1er au 30 septembre : 8 h - 20 h

Évènements
- 1er dimanche de septembre : le parc Charles III accueille la fête de quartier.

## Origine du nom
Cette parc honore Charles III de Lorraine. 

## Bâtiments remarquables et lieux de mémoire

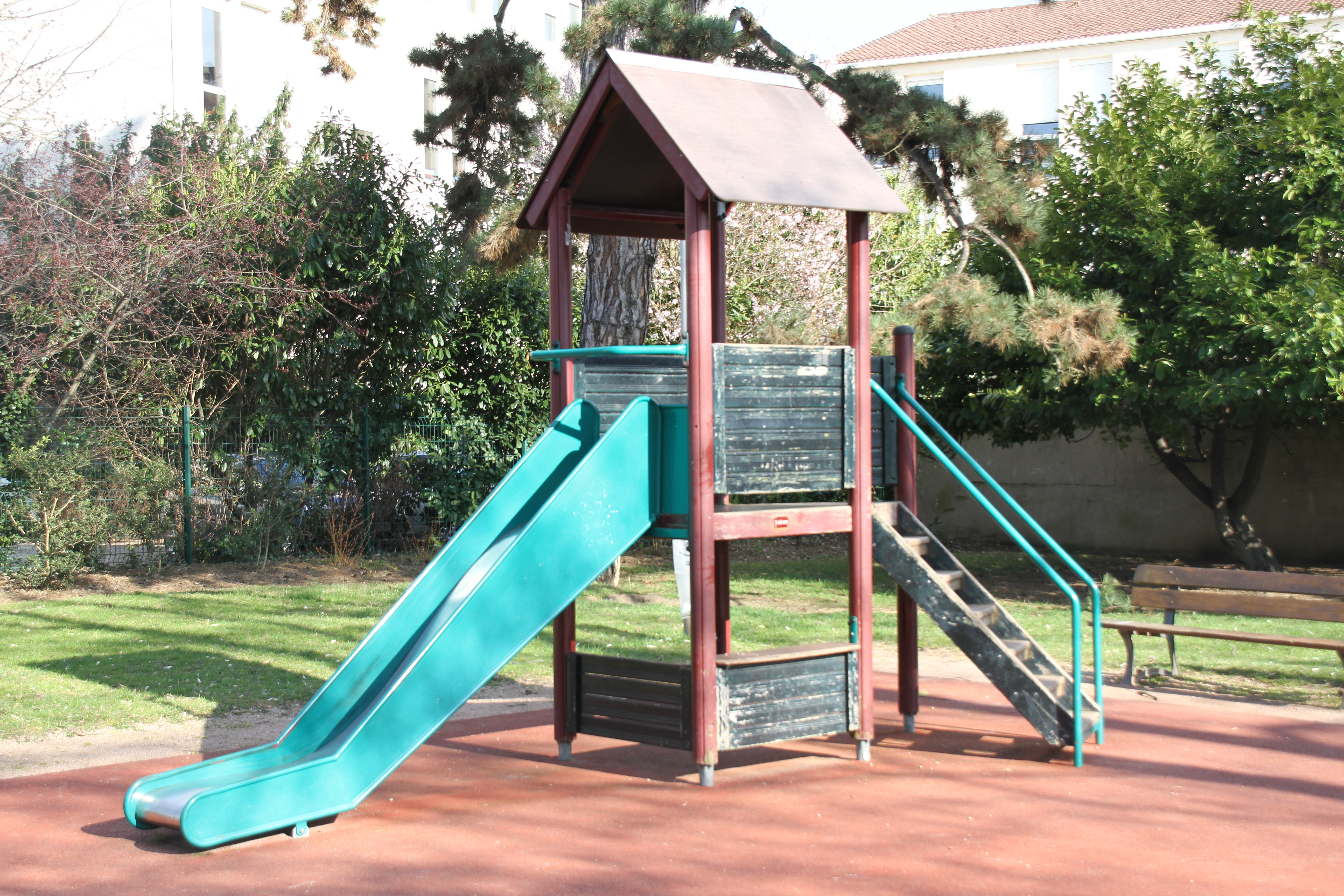
Toboggan pour les petits.
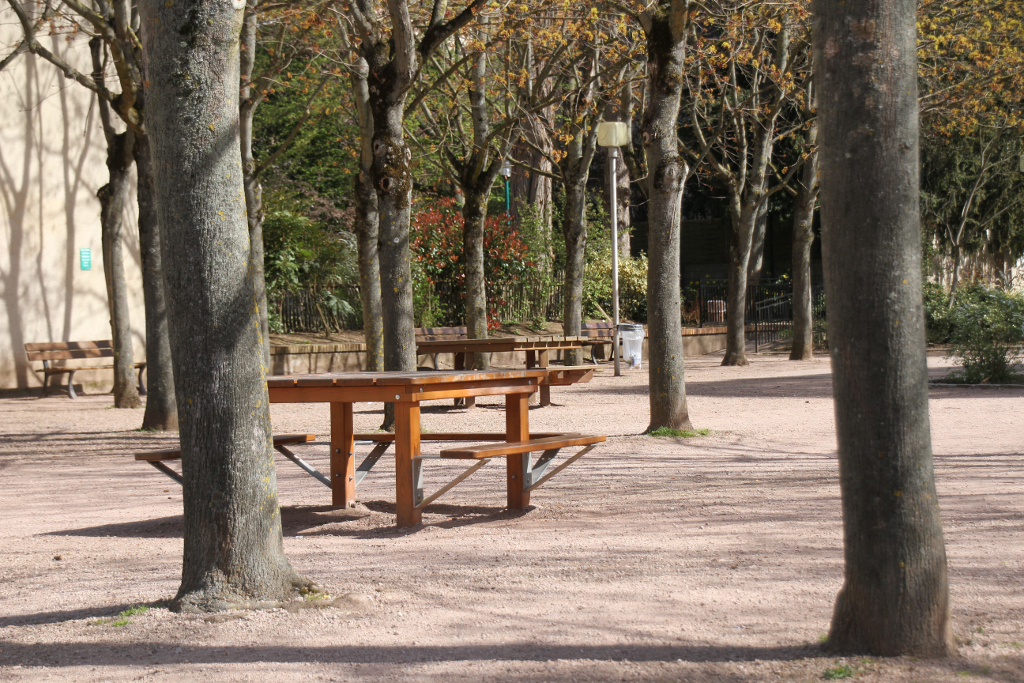
Deux tables de pique-nique.
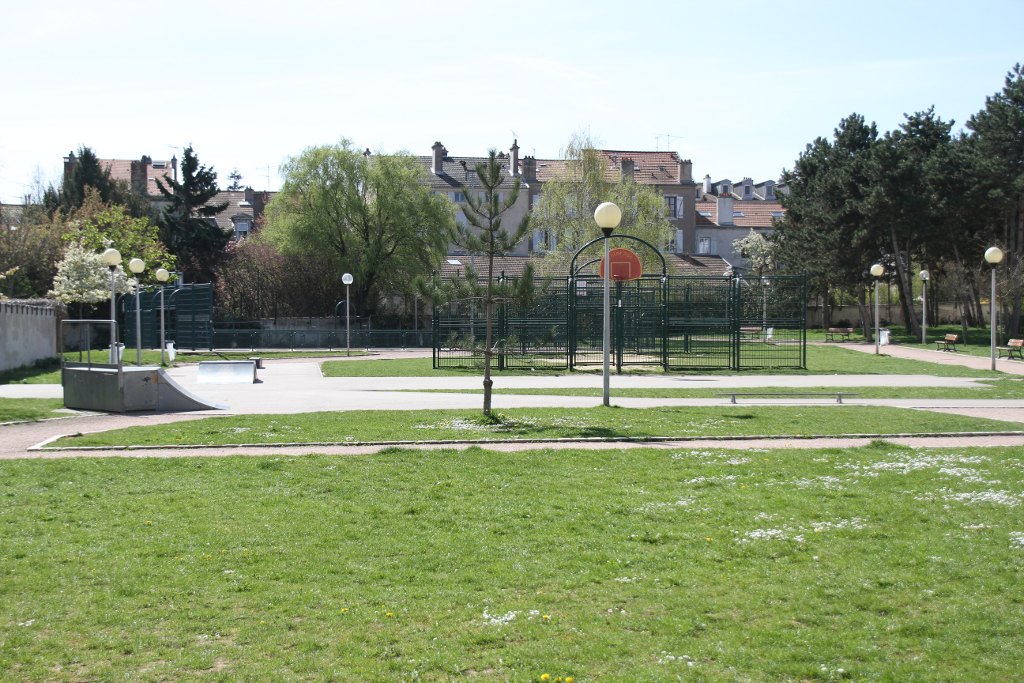
Skatepark et Streetball.